# Rebujina
Rebujina fue el nombre artístico del torero andaluz del siglo XIX Francisco Jiménez.
Nacido en Cádiz el 10 de marzo de 1861, recibió la alternativa en San Fernando el 10 de agosto de 1890, de manos de Lagartijo, renunciando a ella para después volver a torear de novillero y tomando una segunda en Aranjuez de manos de Mateíto el 30 de mayo de 1893.